# Pisa Sporting Club 1919-1920
Questa pagina raccoglie i dati riguardanti il Pisa Sporting Club nelle competizioni ufficiali della stagione 1919-1920.

## Rosa
| N. |                   | Ruolo | Calciatore           |
| -- | ----------------- | ----- | -------------------- |
|    | Italia (bandiera) | P     | Gino Dovichi         |
|    | Italia (bandiera) | P     | Fabiano Ferrucci     |
|    | Italia (bandiera) | D     | Renato Bartoletti    |
|    | Italia (bandiera) | D     | Luigi Giuntoli       |
|    | Italia (bandiera) | D     | Gino Maggi           |
|    | Italia (bandiera) | C     | Aristide Viale       |
|    | Italia (bandiera) | C     | Guglielmo Tornabuoni |
|    | Italia (bandiera) | C     | Gino Giovannelli     |
|    | Italia (bandiera) | C     | Giuseppe Corte       |
|    | Italia (bandiera) | A     | Guido Pera           |

| N. |                   | Ruolo | Calciatore        |
| -- | ----------------- | ----- | ----------------- |
|    | Italia (bandiera) | A     | Mazzino Merlini   |
|    | Italia (bandiera) | A     | Leone Scotti      |
|    | Italia (bandiera) | A     | Bruno Fiori       |
|    | Italia (bandiera) | A     | Arnaldo Soave     |
|    | Italia (bandiera) | A     | Manlio Mattiello  |
|    | Italia (bandiera) | A     | Danilo Sbrana (I) |
|    | Italia (bandiera) |       | Nicola Corsetti   |
|    | Italia (bandiera) |       | Alberto Merciai   |
|    | Italia (bandiera) |       | Luigi Poggetti    |

## Risultati

### Prima Categoria

#### Girone toscano

##### Girone di andata
| Arbitro: | Ciullini (Firenze) |

|              |           |                                      |
| Danovaro 75’ | Marcatori | 10’, 50’, 62’ Brioschi 70’ Scotti II |

| Arbitro: | Agostini (Firenze) |

|               |           |             |
| Imperiali 25’ | Marcatori | 45’ Merciai |

| Arbitro: | Agostini (Firenze) |

|                |           |                            |
| Jacoponi II 2’ | Marcatori | 30’ Brioschi 88’ Scotti II |

| Arbitro: | Campi (Livorno) |

|                                                                                |           |  |
| Scotti II 15’, 60’ Corsetti II 20’, 66’ Eschini I 25’, 75’ Tornabuoni 63’, 80’ | Marcatori |  |

| Arbitro: | Lombardi (Firenze) |

|           |           |              |
| Solli 22’ | Marcatori | 2’ Scotti II |

##### Girone di ritorno
| Arbitro: | Merari (La Spezia) |

|                                                                                        |           |                                  |
| Pera 3’ Scotti II 12’, 49’ (rig.) Poggetti 21’ Viale 41’ Merciai 64’, 68’ Sbrana I 85’ | Marcatori | 30’ Danovaro 74’ (rig.) Nencioni |

| Arbitro: | Campi (Livorno) |

|                                                                          |           |  |
| Merciai 2’, 12’ Sbrana I 28’, 30’, 50’, 53’, 60’ Scotti II 51’ Viale 83’ | Marcatori |  |

| Arbitro: | Agostini (Firenze) |

|                                                                 |           |  |
| Scotti II 10’, 25’ (rig.) Tornabuoni I 60’ Merciai 65’ Pera 88’ | Marcatori |  |

| Arbitro: | Chiappi (Firenze) |

|  |           |                                                 |
|  | Marcatori | 30’, 84’, 90’ Sbrana I 75’ Brioschi 78’ Merciai |

| Arbitro: | Merani (La Spezia) |

|                                                                            |           |  |
| Scotti II 15’ (rig.), 27’ Sbrana I 32’ Gozzini 78’ (aut.) Tornabuoni I 80’ | Marcatori |  |

#### Semifinali Centro-Sud - girone A

##### Girone di andata
| Arbitro: | Campi (Livorno) |

|                                                 |           |  |
| Merciai 5’, 65’ Sbrana I 24’, 75’ Scotti II 36’ | Marcatori |  |

| 18 aprile 1920 2ª giornata |  | – Turno di riposo |  |  |

| Arbitro: | Caroncini (Roma) |

|                           |           |  |
| Alessandroni 1’ Azzarà 9’ | Marcatori |  |

##### Girone di ritorno
| Pozzuoli 23 maggio 1920 4ª giornata | Puteolana | 2 – 0 A tav. (forfait) | Pisa |  |

| 9 maggio 1920 5ª giornata |  | – Turno di riposo |  |  |

| Arbitro: | Sarto (Bologna) |

|             |           |                                             |
| Brioschi 2’ | Marcatori | 9’ Azzarà 70’ Degni 72’ Azzarà 80’ Corbjons |

## Statistiche

### Statistiche di squadra
| Competizione                                       | Punti | In casa | In casa | In casa | In casa | In casa | In casa | In trasferta | In trasferta | In trasferta | In trasferta | In trasferta | In trasferta | Totale | Totale | Totale | Totale | Totale | Totale | DR  |
| Competizione                                       | Punti | G       | V       | N       | P       | Gf      | Gs      | G            | V            | N            | P            | Gf           | Gs           | G      | V      | N      | P      | Gf     | Gs     | DR  |
| -------------------------------------------------- | ----- | ------- | ------- | ------- | ------- | ------- | ------- | ------------ | ------------ | ------------ | ------------ | ------------ | ------------ | ------ | ------ | ------ | ------ | ------ | ------ | --- |
| Prima Categoria - girone toscano                   | 18    | 5       | 5       | 0       | 0       | 35      | 2       | 5            | 3            | 2            | 0            | 13           | 4            | 10     | 8      | 2      | 0      | 48     | 6      | +42 |
| Prima Categoria - semifinali centro-sud - girone A | 2     | 2       | 1       | 0       | 1       | 6       | 4       | 2            | 0            | 0            | 2            | 0            | 4            | 4      | 1      | 0      | 3      | 6      | 8      | -2  |

### Statistiche dei giocatori
| Giocatore          | Prima Categoria | Prima Categoria |
| Giocatore          | Presenze        | Reti            |
| ------------------ | --------------- | --------------- |
| R. Bartoletti (II) | 13              | 0               |
| Brioschi           | 5               | 6               |
| N. Corsetti (II)   | 3               | 2               |
| G. Dovichi         | 13              | -12             |
| Eschini            | 6               | 2               |
| Ghelardoni         | 2               | 0               |
| G. Giovannelli     | 3               | 0               |
| L. Giuntoli        | 10              | 0               |
| Malfatti           | 1               | 0               |
| M. Mattiello       | 13              | 0               |
| A. Merciai         | 8               | 9               |
| G. Pera            | 11              | 2               |
| L. Poggetti        | 10              | 1               |
| D. Sbrana          | 9               | 12              |
| L. Scotti          | 12              | 13              |
| G. Tornabuoni      | 11              | 4               |
| A. Viale           | 13              | 2               |